# Bulbophyllum lemnifolium
Bulbophyllum lemnifolium là một loài phong lan thuộc chi Bulbophyllum.